# Фріц Бішофф
Фріц Бішофф (нім. Fritz Bischoff, 6 грудня 1905 — 20 століття) — німецький яхтсмен.
Бронзовий призер Олімпійських Ігор 1936 року в класі 8 метрів.